# Boje o Šluknovský výběžek
Boje o Šluknovský výběžek byla série ozbrojených srážek mezi příslušníky Sudetoněmeckého dobrovolnického sboru (SdF) na straně jedné a oddíly Stráže obrany státu (SOS) a československé armády na straně druhé. Ke střetnutím došlo v období od 21. do 24. září 1938. Přestože se čs. branné moci podařilo znovu získat kontrolu nad Šluknovským výběžkem v oblasti Sudet, výsledkem bojů byla ztráta kontroly nad tímto územím zaviněná vyhlášením mobilizace.

## Předehra
Ke střetům v oblasti docházelo již od začátku léta 1938. Vše se ale vystupňovalo 12. září 1938 po Hitlerově projevu v Norimberku na sjezdu NSDAP, ve kterém veřejně deklaroval právo sudetských Němců na sebeurčení a vůli Říše jim v řešení této otázky napomoci. To vedlo v celém sudetoněmeckém pohraničí k eskalaci napětí, při kterém byly napadány objekty čs. státní moci, ale i domovy Čechů, Židů a protinacisticky smýšlejících Němců. V dalších hodinách se situace ještě více vyhrotila, když sudetští Němci zahájili povstání, které mělo vytvořit záminku pro německý vpád. Policie, četnictvo a družstva SOS byly nadřízenými složkami ministerstva vnitra vyzývány ke klidu. Platil přísný zákaz používat střelné zbraně, a to i v případě přímého ozbrojeného napadení z obavy, že by některá zbloudilá kulka mohla přelétnout hranici do Německa a mohla být použita jako casus belli pro útok proti Československu.
Dne 14. září byla vyhlášena plná bojová pohotovost jednotek SOS, ten samý den byl na velitele rumburské posádky podniknut neúspěšný pumový útok. 15. září bylo v okresech Šluknov, Rumburk a Varnsdorf sice vyhlášeno stanné právo pro zločin vzbouření, ale jeho naplnění zůstalo jen formalitou. Do pohraničí následně dorazily asistenční jednotky čs. armády, jejichž přítomnost sudetoněmecké povstání ukončila. Dne 16. září československé úřady oficiálně rozpustily Sudetendeutsche Partei a na její představitele vydaly zatykač. Dne 17. září svým podpisem A. Hitler potvrdil vznik Sudetoněmeckého dobrovolnického sboru.
Poté, co bylo 21. září oznámeno v československém rozhlase přijetí podmínek Mnichovské dohody československou vládou pod vedením Milana Hodži, došlo v ulicích Prahy a následně dalších měst k masovým projevům odporu, které přerostly ve vyhlášení generální stávky. Výsledkem stávky byl pád Hodžovy vlády a ustavení vlády pod vedením gen. Syrového.

## Sestava československých jednotek
Hranice s Německem byly střeženy především družstvy SOS, které spadaly pod tři rotní obvody:
- Západní obvod v oblasti Hraničního vrchu, Botzenu a Špičáku, pod velitelství ve Velkém Šenově spadala družstva v Brtníkách, Mikulášovicích, Vilémově, Dolní Poustevně, Lobendavě, Severní a Lipové
- Střední obvod v oblasti Rumburka s velitelstvím v Krásné Lípě, pod které spadala družstva ve Šluknově, Rožanech, Fukově, Království, Jiříkově, Filipově, Aloisově, Horním Jindřichově a Rumburku
- Obvod varnsdorfského okresu s částí obvodu Krásné Lípy a dále Varnsdorfu, Studánky a Dolního Podluží

Československá armáda měla umístěnou posádku v Rumburku. V kritické dny byla ale posádka oslabena, v kasárnách se nacházela pouze 9. rota a část 12. kulometné roty (bez kulometů). Dalším problémem bylo vysoké procento Maďarů, kteří v posádce sloužili a u nichž existovaly pochybnosti o loajalitě k Československu.

## Čtvrtek 22. září
22. září v půl druhé ráno byla granátovým útokem napadena budova celního úřadu ve Varnsdorfu. Než stačili příslušníci SOS na útok odpovědět, útočníci se stáhli zpět za hranici. K dalšímu útoku došlo před šestou ranní u Černé brány v prostoru Českosaského Švýcarska. Cílem byla chata družstva SOS č. 61. Přibližně 70 sudetoněmeckých povstalců zaútočilo granáty a střelbou ze samopalů a pušek. Celé družstvo s výjimkou jednoho vojáka se z chaty stáhlo. Útočníky se podařilo vytlačit až díky pomoci družstva SOS z Brtníků.
V 10 hodin dopoledne přijel ze Žitavy do Varnsdorfu vlak obsazený příslušníky SdF pod vedením bývalého senátora za SdP Franze Wernera. Ti se zmocnili nádraží a zajali 6 přítomných vojáků rumburské posádky a české zaměstnance ČSD.
Ve Varnsdorfu došlo k postupnému obsazování celnic příslušníky SdF. Tato obsazení probíhala bez boje zejména díky tomu, že okresní hejtmani (dr. Machek) či někteří příslušníci SOS (velitel roty SOS npor. Josef Jansa) aktivně spolupracovali s henleinovci a přímo vyzývali své podřízené ke kapitulaci bez boje a vydání zbraní. Naproti tomu velitel praporu v Liberci vydal rozkaz nevzdávat se (stále však platil rozkaz zakazující příslušníkům SOS používat zbraně). O půl druhé odpoledne se jednotka složená z několika družstev SOS z Varnsdorfu začala stahovat. K bojům došlo v oblasti Dolního Gruntu, kde byla jednotka napadena a byla nucena se bránit střelbou. Již během odpoledne tato jednotka překonala překážky na linii lehkého opevnění u Nové Huti.
Příslušníci četnické stanice v Dolní Poustevně se na bojové stanoviště začali stahovat ve 14.00 hodin poté, co jim okresní hejtman Machek nařídil vzdát se a vydat zbraně příslušníkům SdF (Machek již v té době plně se SdF spolupracoval). V té době se již stahovali i příslušníci družstva č. 55 SOS na Bundeshöhe. Ústup skrz příslušníky SdF si ale museli vynutit pohrůžkou použitím zbraní. Během další cesty byli sice napadeni, ale jejich ústup kryl střelbou z kulometu příslušník SOS umístěný na vrcholu Bundeshöhe. Během následného boje byli někteří příslušníci SOS zajati. Do bezpečí v Jedlové se zbytky družstva č. 55 dostaly až 24. září ráno. Tím bylo stahování jednotek SOS ze Šluknovského výběžku ukončeno.
Kritickým dnem bylo 22. září i pro příslušníky rumburské posádky. Posádka byla značně oslabená, a přestože disponovala třemi tanky, byla vázána striktním zákazem používat zbraně a zákazem poskytovat pomoc napadaným celním úřadům a stanovištím SOS. Poté, co se během dne ocitl prakticky celý Rumburk v rukou SdF, byl dočasně zajat i zástupce velitele praporu, když se pokusil vyšetřit napadení a zajetí vojenské stráže na nádraží. Před 17. hodinou opustili příslušníci posádky i s rodinami četníků a důstojníků kasárna a pod ochranou tří tanků opustili město. Jediné střetnutí ustupující kolona prodělala v okolí Krásné Lípy, kde byla napadena. Útok byl ale odražen a ve 22 hodin rumburská posádka dosáhla linie opevnění.

## Pátek 23. září
Po stažení všech jednotek SOS na linii lehkého opevnění bylo území Šluknovského výběžku včetně obydlených oblastí obsazeno příslušníky SdF. Československá moc zde přestala existovat. Ve 3.00 ráno proto operační oddělení Hlavního štábu čsl. armády vydalo rozkaz k opětovnému obsazení prostoru Šluknovského výběžku. Akcí byl pověřen motorizovaný I. prapor 47. pěšího pluku a pohotovostní čety 42. pěšího pluku za podpory tankové čety a improvizovaného obrněného vlaku zkompletovaného v libereckém depu.
Samotnému útoku armádních jednotek předcházel průzkumný let pozorovacího letounu. V 6.00 překročily jednotky čs. armády hlavní obranné postavení. Jejich postup byl veden směrem na Chřibskou, kde se pěchota rozvinula do rojnic. Díky momentu překvapení se jí podařilo při útoku vytlačit z obranných pozic oddíly SdF posílené o instruktory z SA a SS. Po osmé hodině ráno se Chřibská ocitla znovu v československých rukách.
V 8.45 za palebné podpory kulometů obrněného vlaku zaútočila motorizovaná pěchota na Krásnou Lípu. Směrem na Varnsdorf útočil I. prapor 47. pěšího pluku za podpory tanků. Obsazování Varnsdorfu armádou podpořila rota SOS bodákovým útokem do prostoru u Dolního Gruntu, kde se příslušníci SdF opevnili. Mezi tím nově zformovaná rota SOS na Nové Huti zaútočila ve směru Nová Huť–Lesné–Dolní Podluží a dále potom na Innozenzidorf. Po přestřelce se příslušníci SdF z této obce stáhli. V 17.00 hodin byl československými jednotkami obsazen celý Varnsdorf. Celý útok se odehrál beze ztrát na životech a armáda a SOS se zmocnily většího množství zbraní a zajaly řadu příslušníků SdF včetně několika prominentních členů sudetoněmeckého hnutí.
Ve 22.30 hod vyhlásila československá vláda mobilizaci, při které bylo nařízeno obsazení pohraničních pevností. Armádní jednotky se proto ze Šluknovského výběžku začaly stahovat za hlavní obrannou linii. V předpolí byla ponechána pouze družstva SOS, která se po znovuobsazení Šluknovského výběžku oddíly SdF jen s velkými obtížemi stahovala zpět. Kontrolu nad územím Šluknovského výběžku získalo Československo až v roce 1945 po osvobození.

## Výsledek
Během bojů o Šluknovský výběžek padli četník Jan Teichman a příslušník Finanční stráže Václav Kozel, zraněno bylo 14 příslušníků SOS. 432 příslušníků SOS bylo zajato a odvlečeno do Německa: z 1. roty bylo zajato 149 mužů, z 2. roty 80 mužů a ze 3. roty 78 mužů. V prvních dnech se sice v hlášení libereckého velitelství hovořilo o 432 zajatých příslušnících SOS, ale v dalších dnech po zjištění, že některé části družstev ustoupily pod ochranu armády byl tento počet redukován na 307 zajatých příslušníků SOS. V Magdeburgu, kde byl umístěn zajatecký tábor, bylo celkově soustředěno 627 zajatců. Kromě příslušníků SOS a československé armády se jednalo i o zaměstnance Československých drah, Československé pošty, dále potom německé sociální demokraty a komunisty. Další zajatci byli odvlečení čeští civilisté; obyvatelé Sudet či rodinní příslušníci vojáků a zaměstnanců. S výjimkou německých antifašistů byli všichni postupně repatriováni do Československa po dokončení obsazování Sudet v listopadu 1938.
Začátkem prosince 1938 zahájila vojenská prokuratura v Hradci Králové na podnět velitelství SOS Turnov (přesunuto z Liberce) šetření ve věci neuposlechnutí rozkazu a zběhnutí na řadu příslušníků SOS. K soudu ale nikdy nedošlo.